# Леонов, Виктор Иванович
Виктор Иванович Леонов (25 марта 1940 — февраль 2013) — советский хоккеист, нападающий.

## Биография
В хоккей начинал играть в середине 1950-х в юношеской команде ДК имени К. Маркса. В сезоне-1959/60 выступал за команду Электростали в чемпионате СССР. Выступал за «Металлург» Электросталь (1963/64, 1969/70), «Электроник» Павловский Посад (1967/68), «Нефтяник» Лениногорск (1967/68 — 1968/69), «Авангард» Электросталь (1970/70 — 1975/76).
С 1976 года тренировал команды «Авангарда».
Скончался в начале 2013 года.
Сын Владимир и внуки Андрей и Максим также хоккеисты.